# Another 700 Miles
Another 700 Miles es un EP en vivo de la banda de rock estadounidense 3 Doors Down lanzado el 11 de noviembre de 2003. Fue grabado en la actuación en vivo en Chicago, Illinois durante la gira promocional del álbum Away from the Sun.

## Lista de canciones
Todas las canciones son escritas por Brad Arnold, Todd Harrell, Chris Henderson, y Matt Roberts, excepto donde se acota.
1. "Duck and Run" – 4:35
2. "When I'm Gone" (intro) – 1:18
3. "When I'm Gone" – 4:21
4. "Kryptonite" – 4:14 (Arnold/Todd Harrell/Matt Roberts)
5. "Here Without You" – 4:11
6. "It's Not Me" – 3:47
7. "That Smell" – 6:01 (escrita por Allen Collins y Ronnie Van Zant) (Original de Lynyrd Skynyrd)